# Zanjan (provincie)
Zanjan (Perzisch: استان زنجان, Ostān-e Zanjān) is een van de 31 provincies van Iran. De provincie is gelegen in het noordwesten van het land en de oppervlakte beslaat 21.773 km². De hoofdstad van deze provincie is Zanjān.

## Geografie
Zanjan ligt tussen de provincie Teheran in het oosten, de Kaspische regio in het noorden en de beide Azerbeidzjaanse provincies van Iran in het westen. Belangrijke steden zijn Zanjan, Alvand en Chorramdarreh. De bevolking bestaat grotendeels uit Azerbeidzjanen. De tweede etnische groep wordt gevormd door de Taten. Het zuidwesten van de provincie heeft een Koerdische bevolking.
De provincie behoort tot een van de belangrijkste industriële gebieden van Iran. Daarnaast is de streek bekend om zijn handwerk, onder andere tapijten.
In de Geografie van Ptolemaeus I Soter was de naam voor Zanjan Aganzana. Volgens hem bouwde de sassanidische Sjah Ardashir I de stad opnieuw op en gaf er de naam Sjahin aan. Later werd weer de oude naam in de Arabische versie, Zangan gebruikt.

## Landbouw en industrie
De belangrijkste economische activiteit is landbouw. Geteeld worden onder andere rijst, maïs, oliehoudende zaden, fruit en aardappels. Er worden runderen, schapen en kippen gehouden. Zanjan is bekend om de pitloze druiven. Goederen die worden geproduceerd zijn bakstenen, cement, gepelde rijst en tapijten. Als delfstoffen worden chroom, lood en koper gewonnen. In Zanjan is het onderzoekscentrum Institute for Advanced Studies in Basic Sciences gevestigd.
Vroeger stond Zanjan bekend om de productie van scherpe roestvrijstalen messen. De introductie van goedkopere en betere Chinese messen heeft deze activiteit geleidelijk doen verdwijnen. Veel dorpsbewoners houden zich bezig met het weven van tapijten.
De ligging van de provincie tussen centraal-Iran en de noordwestelijke provincies biedt voordelen. De spoorweg en autoweg die Teheran verbindt met Tabriz en Turkije, gaat door Zanjan.

## Bestuurlijke indeling

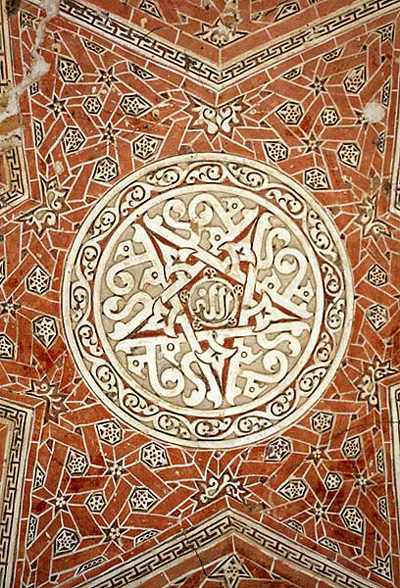
Gewelfdecoratie, Öldscheitü-Mausoleum, Soltanije

De provincie is verdeeld in zeven districten:
- Abhar
- Eedsjrud
- Chodabandeh
- Chorramdarreh
- Zanjan
- Tarom
- Mahnesjan

## Bezienswaardigheden
Tussen 1302 en 1312, tijdens de periode van het Il-kanaat, werd het Öldscheitü-mausoleum in Soltaniyeh gebouwd, dat tot in de 21e eeuw grotendeels is bewaard gebleven. Het was oorspronkelijk bestemd voor Ali ibn Aboe Talib (neef en schoonzoon van Mohammed) en diens zoon Hoessein. Uiteindelijk werd de bouwmeester, de Mongoolse sultan Öldscheitü Chodabande, er zelf begraven. Het Öldscheitü-mausoleum werd in het jaar 2005 door de UNESCO tot werelderfgoed verklaard.
Ook is er een wasserij uit de tijd van de Kadjaren. Dit gebouw huisvest in de 21e eeuw een antropologisch museum.

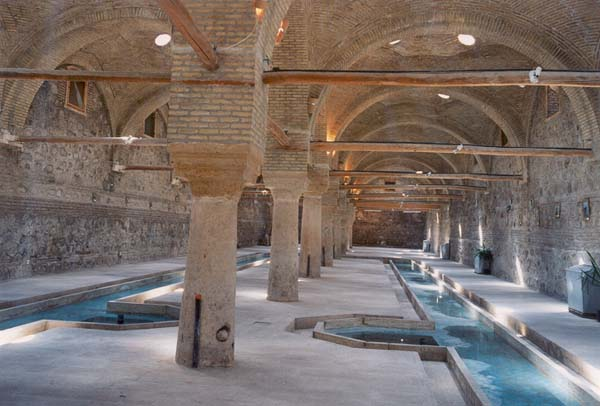
Wasserij uit de tijd van de Kadjaren, nu antropologisch museum